# جيريمي بيج
جيريمي بيج (6 سبتمبر 1959 - ) (بالإنجليزية: Jeremy Page)‏ هو لاعب كريكت بريطاني.